# Théorème de Cauchy-Peano-Arzelà
Pour les articles homonymes, voir Théorème de Cauchy.
Le théorème de Cauchy-Peano-Arzelà est un théorème d'analyse qui garantit qu'un problème de Cauchy possède toujours au moins une solution locale, sous réserve que la fonction définissant l'équation différentielle soit continue.

## Énoncé
Soient
- {\displaystyle f:K\rightarrow \mathbb {R} ^{n}} une fonction continue à valeurs dans {\displaystyle \mathbb {R} ^{n}}, définie sur un cylindre compact {\displaystyle K:=[t_{0}-a,t_{0}+a]\times {\overline {B(x_{0},r)}}\subset \mathbb {R} \times \mathbb {R} ^{n}},
- {\displaystyle M} un majorant de la norme de {\displaystyle f} sur {\displaystyle K},
- {\displaystyle c={\text{min}}(a,r/M)}.

Alors, il existe une solution
au problème de Cauchy
On peut même, dans cet énoncé, remplacer simultanément les deux intervalles centrés en {\displaystyle t_{0}} par des demi-intervalles d'extrémité {\displaystyle t_{0}}.
N. B. Contrairement à ce que permet de conclure le théorème de Cauchy-Lipschitz sous des hypothèses plus restrictives, il n'y a pas unicité ici.

## Exemples
Les exemples suivants sont donnés par Peano.
L'équation {\displaystyle {\frac {\mathrm {d} x}{\mathrm {d} t}}=3x^{2/3}} où le second membre est continu en {\displaystyle x=0} sans être lipschitzien, admet les solutions {\displaystyle x=t^{3}} et {\displaystyle x=0} qui s'annulent toutes les deux en {\displaystyle t=0} ainsi que les fonctions qui sont nulles dans l'intervalle {\displaystyle [0,a]} et qui prennent la valeur {\displaystyle (t-a)^{3}} pour {\displaystyle t>a}.
L'équation {\displaystyle {\frac {\mathrm {d} x}{\mathrm {d} t}}={\frac {4xt^{3}}{x^{2}+t^{4}}}}, toujours avec la condition {\displaystyle x(0)=0}, admet les cinq solutions ({\displaystyle C} étant une constante arbitraire positive) :
{\displaystyle x(t)=t^{2}~}
{\displaystyle x(t)=-t^{2}~}
{\displaystyle x(t)=0~}
{\displaystyle x(t)=C-{\sqrt {C^{2}+t^{4}}}}
{\displaystyle x(t)={\sqrt {C^{2}+t^{4}}}-C}

## Esquisse de démonstration
On construit par la méthode d'Euler une suite de fonctions M-lipschitziennes affines par morceaux
qui sont des « solutions approchées » de ce problème de Cauchy au sens où pour tout entier n > 0,
(pour tout point t en lequel xn est dérivable).
Le théorème d'Ascoli permet d'en extraire une sous-suite uniformément convergente. On montre alors (en utilisant la continuité uniforme de f) que la limite x vérifie
D'après le premier théorème fondamental de l'analyse, x est donc une « solution exacte » du problème de Cauchy.

## Cas des espaces de Banach
La généralisation « naïve » de l'énoncé aux espaces de dimension infinie est drastiquement fausse :
- pour tout[5] espace de Banach {\displaystyle E} de dimension infinie, il existe un problème de Cauchy (associé à une fonction continue {\displaystyle f:\mathbb {R} \times E\rightarrow E}) ne possédant pas de solution locale (par translations, les données initiales {\displaystyle t_{0}}, {\displaystyle x_{0}} peuvent être choisies arbitrairement dans un tel contre-exemple) ;
- si {\displaystyle E} possède un quotient séparable de dimension infinie, il existe même une fonction continue {\displaystyle f:E\rightarrow E} pour laquelle l'équation différentielle autonome associée {\displaystyle x'=f(x)} n'a aucune solution locale (quelle que soit la condition initiale)[6].

Cependant, le théorème de Cauchy-Peano-Arzelà se généralise en remplaçant {\displaystyle \mathbb {R} ^{n}} par un espace de Banach, à condition d'ajouter l'hypothèse (redondante en dimension finie) que l'application continue {\displaystyle f} est compacte. Pour le démontrer, on utilise encore le théorème d'Ascoli, mais aussi le théorème du point fixe de Schauder.